# Xanthorhoe helenae
Xanthorhoe helenae är en fjärilsart som beskrevs av Mario Mariani 1938. Xanthorhoe helenae ingår i släktet Xanthorhoe och familjen mätare. Inga underarter finns listade i Catalogue of Life.